# Чемпионат мира по самбо 1998
XXII Чемпионат мира по самбо 1998 года прошёл в Калининграде (Россия) 16 — 18 октября.

## Медалисты

### Мужчины
| Весовая категория | Золото                        | Серебро                                | Бронза                                                        |
| ----------------- | ----------------------------- | -------------------------------------- | ------------------------------------------------------------- |
| до 52 кг          | Ерванд Григорян · Армения     | Коныс Жетписов · Казахстан             | Николай Цыпандин · Беларусь · Армен Биджосян · Россия         |
| до 57 кг          | Михаил Бакин · Украина        | Батараа Дашпунцаг · Монголия           | Дмитрий Шишкин · Россия · Тамази Непаридзе · Грузия           |
| до 62 кг          | Натик Багиров · Беларусь      | Максим Антипов · Россия                | Ваган Ходжоян · Армения · Андрей Сероштанов · Украина         |
| до 68 кг          | Виктор Савинов · Украина      | Михаил Мартынов · Россия               | Асхат Шахаров · Казахстан · Арчил Чохели · Грузия             |
| до 74 кг          | Халиуны Болдбаатар · Монголия | Акобир Курбанов · Узбекистан           | Руслан Сазонов · Россия · Николоз Бибилашвили · Грузия        |
| до 82 кг          | Виталий Михеев · Россия       | Римас Робертас · Литва                 | Павел Перепичай · Беларусь · Руслан Задворный · Украина       |
| до 90 кг          | Сергей Лоповок · Россия       | Вано Гамхиташвили · Грузия             | Мовлуд Миралиев · Азербайджан · Александр Пётух · Беларусь    |
| до 100 кг         | Сурен Балачинский · Россия    | Игорь Ковалёв · Украина                | Доржбатт Давасамбуу · Монголия · Иосиф Ахалбедашвили · Грузия |
| свыше 100 кг      | Мурат Хасанов · Россия        | Бадмаанямбуугийн Бат-Эрдэнэ · Монголия | Игорь Мацай · Украина · Андриан Кордон · Молдова              |

### Женщины
| Весовая категория | Золото                      | Серебро                         | Бронза                                                        |
| ----------------- | --------------------------- | ------------------------------- | ------------------------------------------------------------- |
| до 48 кг          | Татьяна Москвина · Беларусь | Эрднэчимэг Гэрэлтуяа · Монголия | Светлана Комарова · Россия · Виктория Гадинина · Украина      |
| до 52 кг          | Наталья Костылева · Россия  | Мэгуми Футзи · Япония           | Валентина Юркевич · Беларусь · Оксана Пилипчук · Украина      |
| до 56 кг          | Кристина Наджарян · Армения | Светлана Новикова · Россия      | Хашигбат Эрдэнэт-Од · Монголия · Сауле Габдуллина · Казахстан |
| до 60 кг          | Татьяна Папушина · Россия   | Зульфия Гусейнова · Азербайджан | Надежда Покора · Украина · Баантуу Менгентуяа · Монголия      |
| до 64 кг          | Элина Новгородцева · Россия | Зоя Хачатрян · Армения          | Ирина Богачёва · Литва · Мария Крымская · Украина             |
| до 68 кг          | Елена Котельникова · Россия | Наталья Штрассер · Австрия      | Виталия Врублевская · Украина · Мухаршар Энхцэцэг · Монголия  |
| до 72 кг          | Юлия Кузина · Россия        | Чоендорж Базарсурен · Монголия  | Галина Савенкова · Украина · Виктория Кузнецова · Эстония     |
| до 80 кг          | Самбуу Дашдулам · Монголия  | Оксана Болтенкова · Россия      | Наталья Мельникова · Беларусь · Светлана Лисянская · Украина  |
| свыше 80 кг       | Ирина Родина · Россия       | Вероника Козловская · Беларусь  | Светлана Буряк · Украина · Севиль Мурадова · Азербайджан      |